# Pau I d'Èmesa
Pau I d'Èmesa (grec antic: Παῦλος, llatí: Paulus) fou un bisbe bizantí d'Èmesa que va estar present al concili de Selèucia el 359 i fou adherent del partit d'Acaci, encara que probablement sota l'emperador Jovià es va unir al partit ortodox, i probablement va actuar conforme a les indicacions d'aquesta facció al sínode d'Antioquia del 363 i amb seguretat al de Tíana, probablement el 367.